# Список глав государств в 163 году до н. э.
| 164 до н. э. ← Список глав государств по годам → 162 до н. э. |

## Азия
- Анурадхапура — Элара, царь (205 до н. э. — 161 до н. э.)
- Армения Великая — Арташес I, царь (189 до н. э. — 160 до н. э.)
- Вифиния — Прусий II, царь (182 до н. э. — 149 до н. э.)
- Греко-Бактрийское царство — Эвкратид I, царь  (171 до н. э. — 145 до н. э.)
- Иберия — Саурмаг I, царь  (234 до н. э. — 159 до н. э.)
- Индо-греческое царство — Менандр I, царь  (165 до н. э. — 130 до н. э.)
- Каппадокия:
  - Ариарат IV Евсеб, царь (220 до н. э. — 163 до н. э.)
  - Ариарат V Евсеб Филопатор, царь (163 до н. э. — 130 до н. э.)
- Китай (Династия Хань) — Вэнь-ди (Лю Хэн), император  (180 до н. э. — 157 до н. э.)
- Коммагена — Птолемей,  царь (163 до н. э. — 130 до н. э.)
- Корея:
  - Махан — Ан, вождь[англ.] (189 до н. э. — 157 до н. э.)
  - Пуё — Кохэса, тхандже (170 до н. э. — 121 до н. э.)
- Намвьет — Чьеу Ву-де, император (207 до н. э. — 137 до н. э.)
- Парфия — Митридат I, царь (171 до н. э. — 132 до н. э.)
- Пергамское царство — Эвмен II, царь (197 до н. э. — 159 до н. э.)
- Понтийское царство — Фарнак I, царь (190 до н. э. — 159 до н. э.)
- Сабейское царство — Вахаб эль Яхиз II, царь (180 до н. э. — 160 до н. э.)
- Сатавахана — Пурнотанга, махараджа (170 до н. э. — 152 до н. э.)
- Селевкидов государство (Сирия) — Антиох V Евпатор, царь (164 до н. э. — 162 до н. э.)
- Хунну — Лаошан, шаньюй (174 до н. э. — 161 до н. э.)
- Шунга — Пушьямитра Шунга, император (185 до н. э. — 149 до н. э.)
- Япония — Когэн, тэнно (император) (214 до н. э. — 158 до н. э.)

## Африка
- Египет:
  - Птолемей VI Филометор, царь (180 до н. э. — 164 до н. э., 163 до н. э. — 145 до н. э.)
  - Птолемей VIII Эвергет, царь (170 до н. э. — 163 до н. э., 144 до н. э. — 116 до н. э.)
- Киренаика — Птолемей VIII Эвергет, царь (163 до н. э. — 145 до н. э.)
- Мероитское царство (Куш) — Шанакдакете, царица (ок. 170 до н. э. — ок. 150 до н. э.)
- Нумидия — Массинисса, царь (202 до н. э. — 148 до н. э.)

## Европа
- Афины:
  - Харий, архонт (164 до н. э. — 163 до н. э.)
  - Эраст, архонт (163 до н. э. — 162 до н. э.)
- Боспорское царство — Перисад III, царь (ок. 180 до н. э. — ок. 150 до н. э.)
- Ирландия — Дуи Далта Дедад, верховный король (169 до н. э. — 159 до н. э.)[1]
- Одрисское царство (Фракия) — Бифис, царь (167 до н. э. — 120 до н. э.)
- Римская республика:
  - Тиберий Семпроний Гракх, консул (177 год до н. э., 163 год до н. э.)
  - Маний Ювентий Тална, консул (163 год до н. э.)

## Галерея

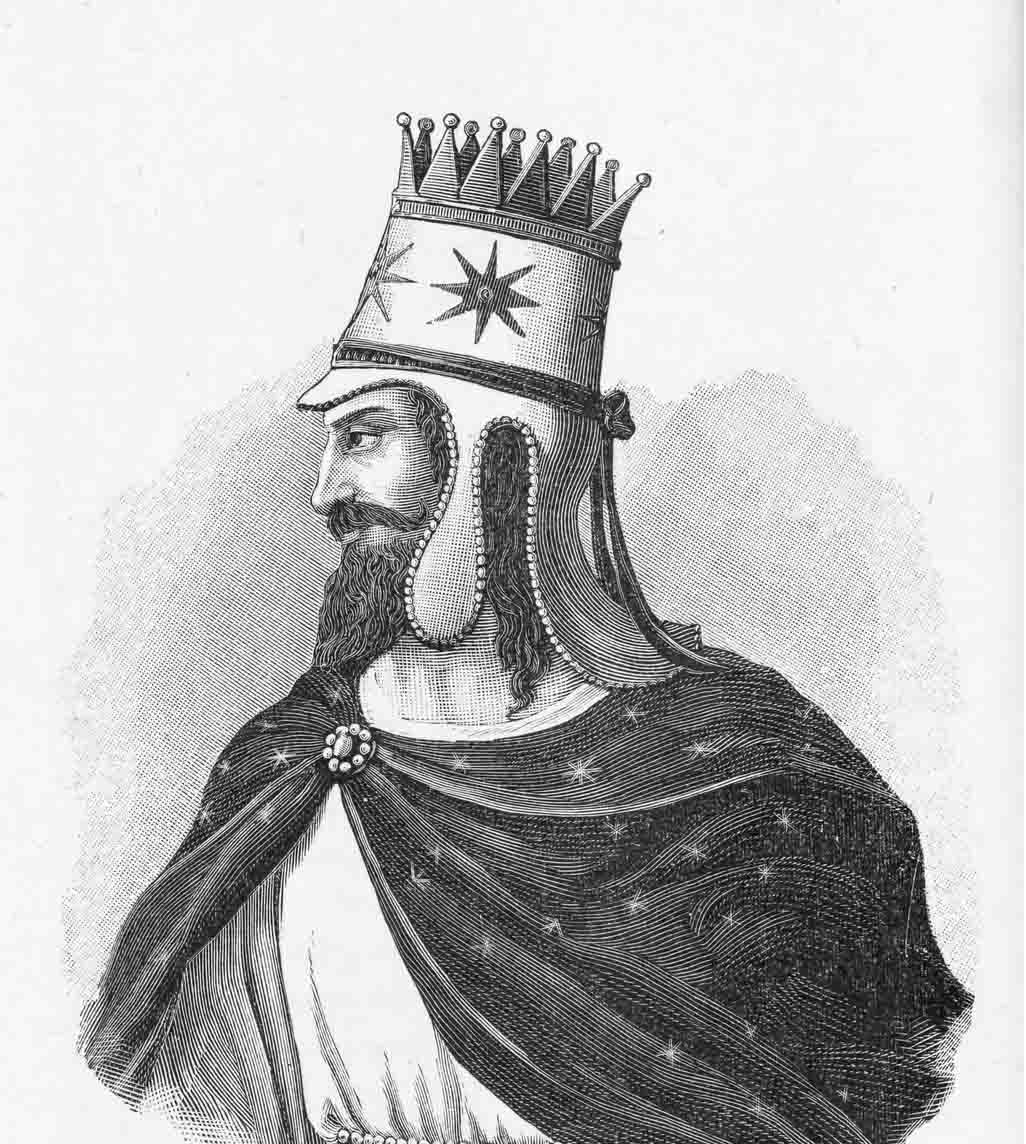
Арташес I 189 до н.э.—160 до н.э. Царь Армении
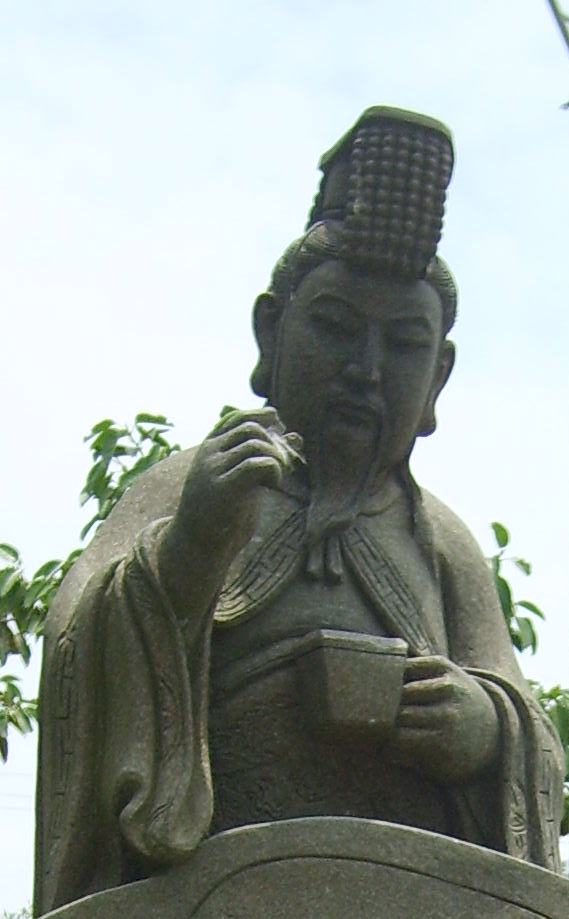
Вэнь-ди 180 до н.э.—157 до н.э. Император Китая
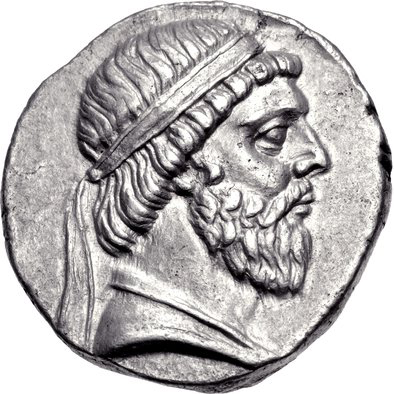
Митридат I 171 до н.э.—132 до н.э. Царь Парфии
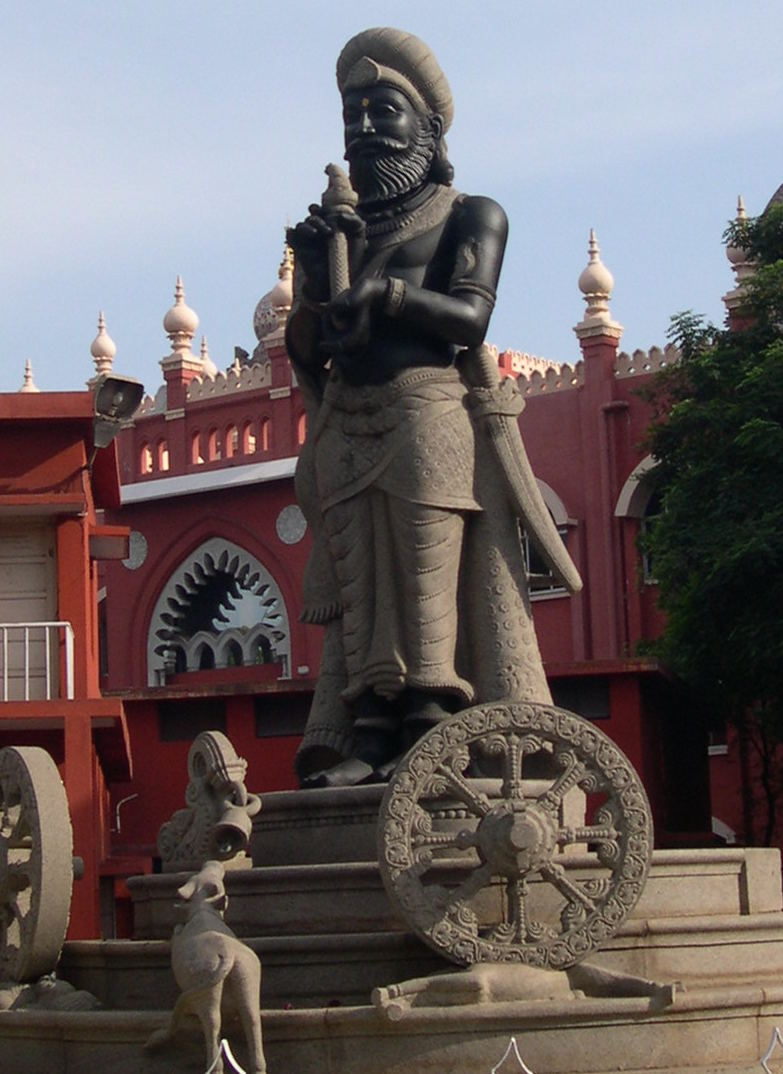
Элара 205 до н.э.—161 до н.э. Царь Анурадхапуры
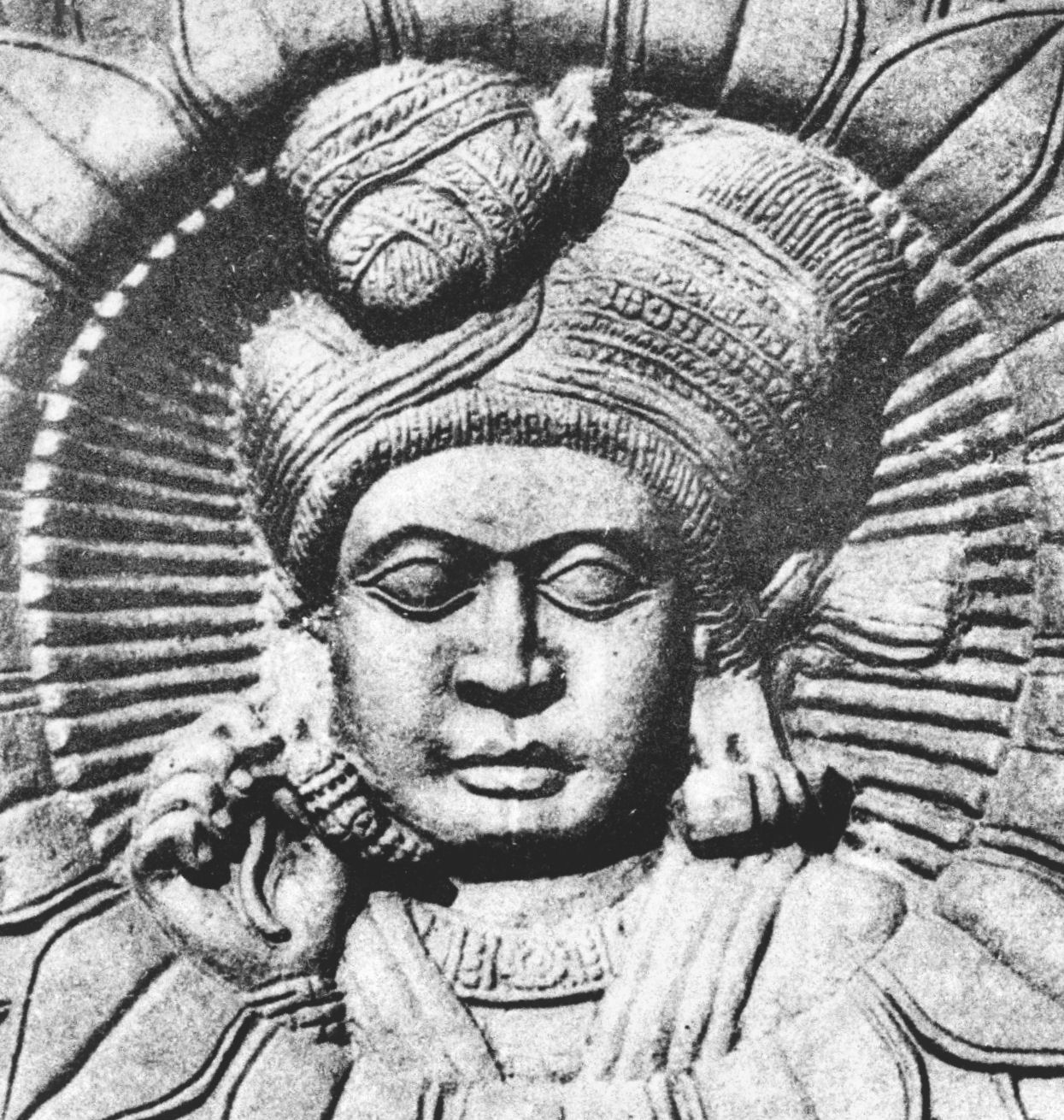
Пушьямитра Шунга 185 до н.э.—149 до н.э. Император Шунги
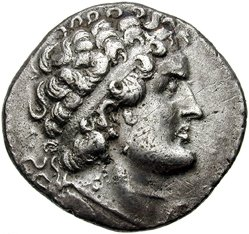
Птолемей VI Филометор 180 до н.э.-164 до н.э., 163 до н.э.—145 до н.э. Царь Египта
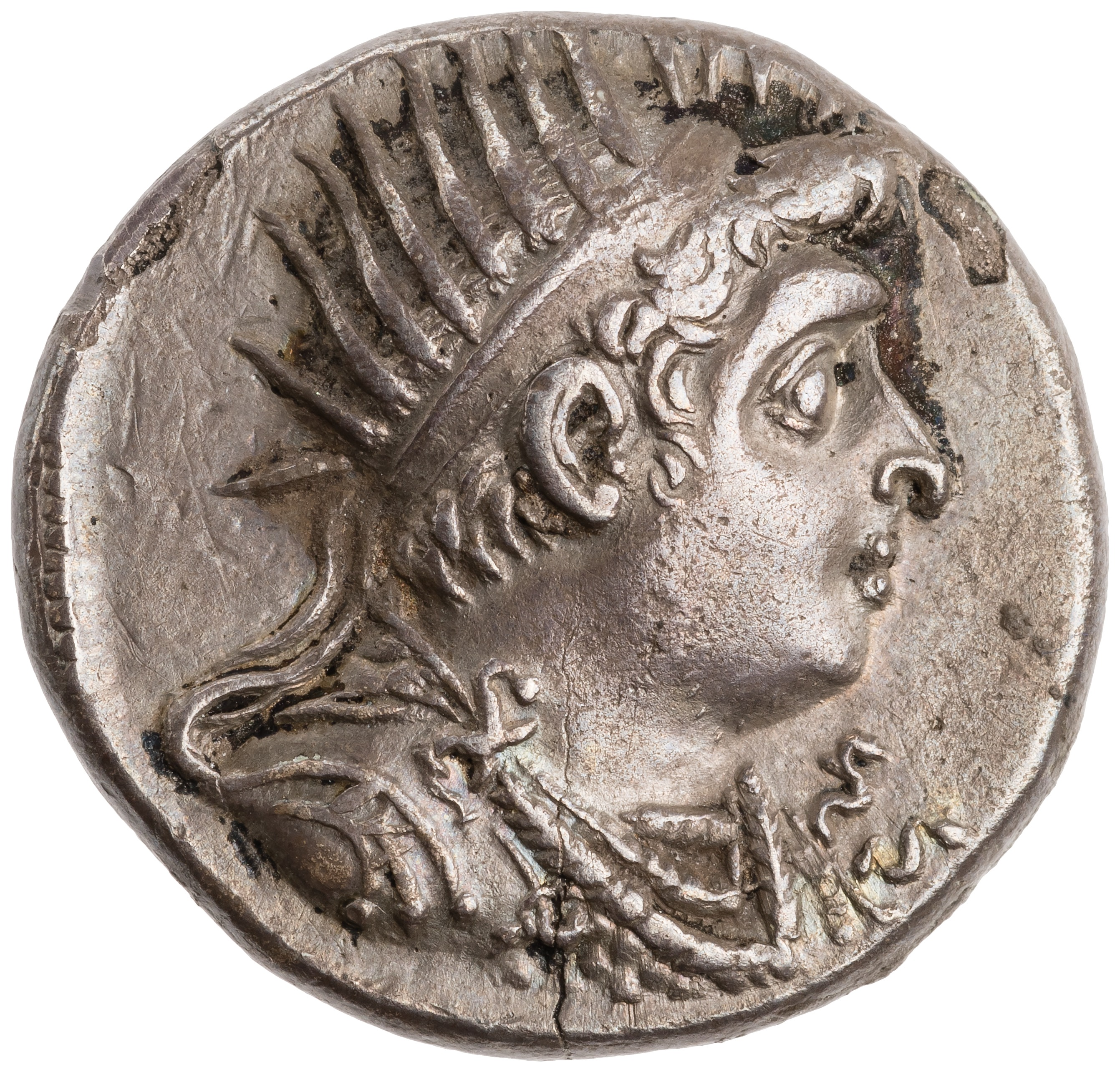
Птолемей VIII Эвергет 170 до н.э.-163 до н.э., 144 до н.э.—116 до н.э. Царь Египта
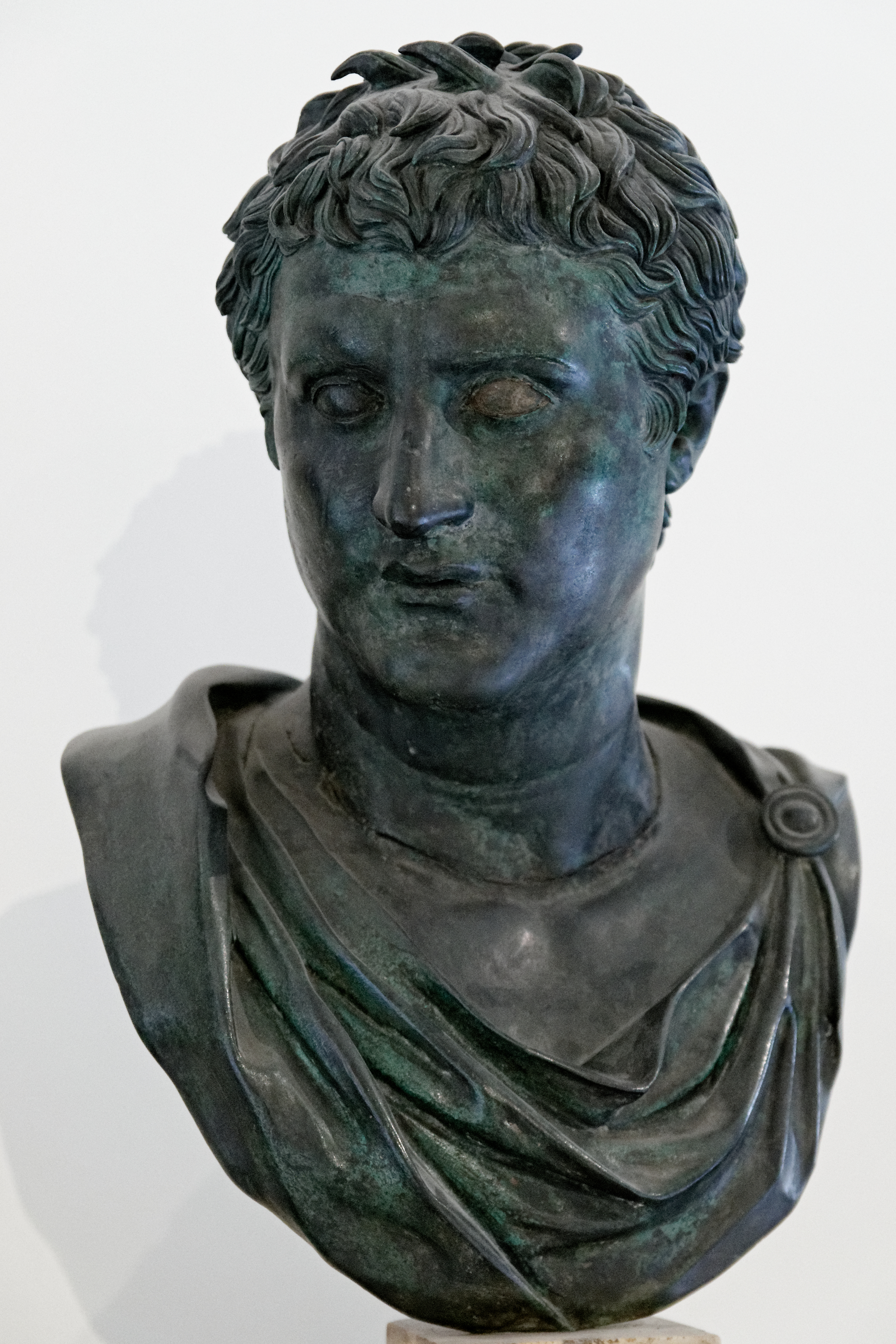
Эвмен II 197 до н.э.—159 до н.э. Царь Пергама
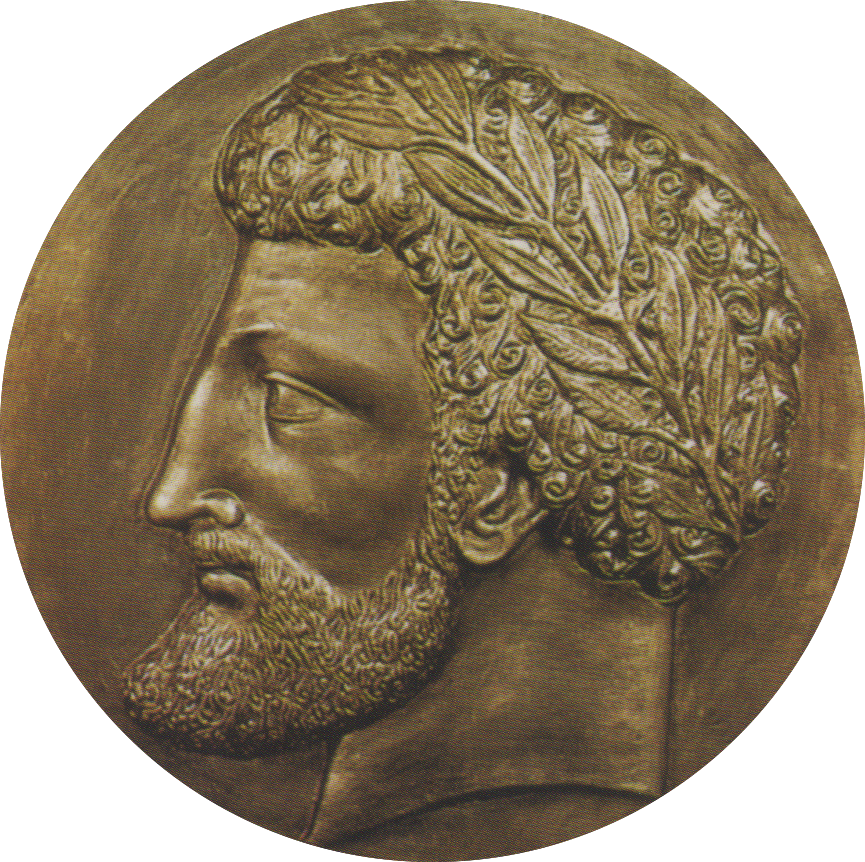
Массинисса 202 до н.э.—148 до н.э. Царь Нумидии
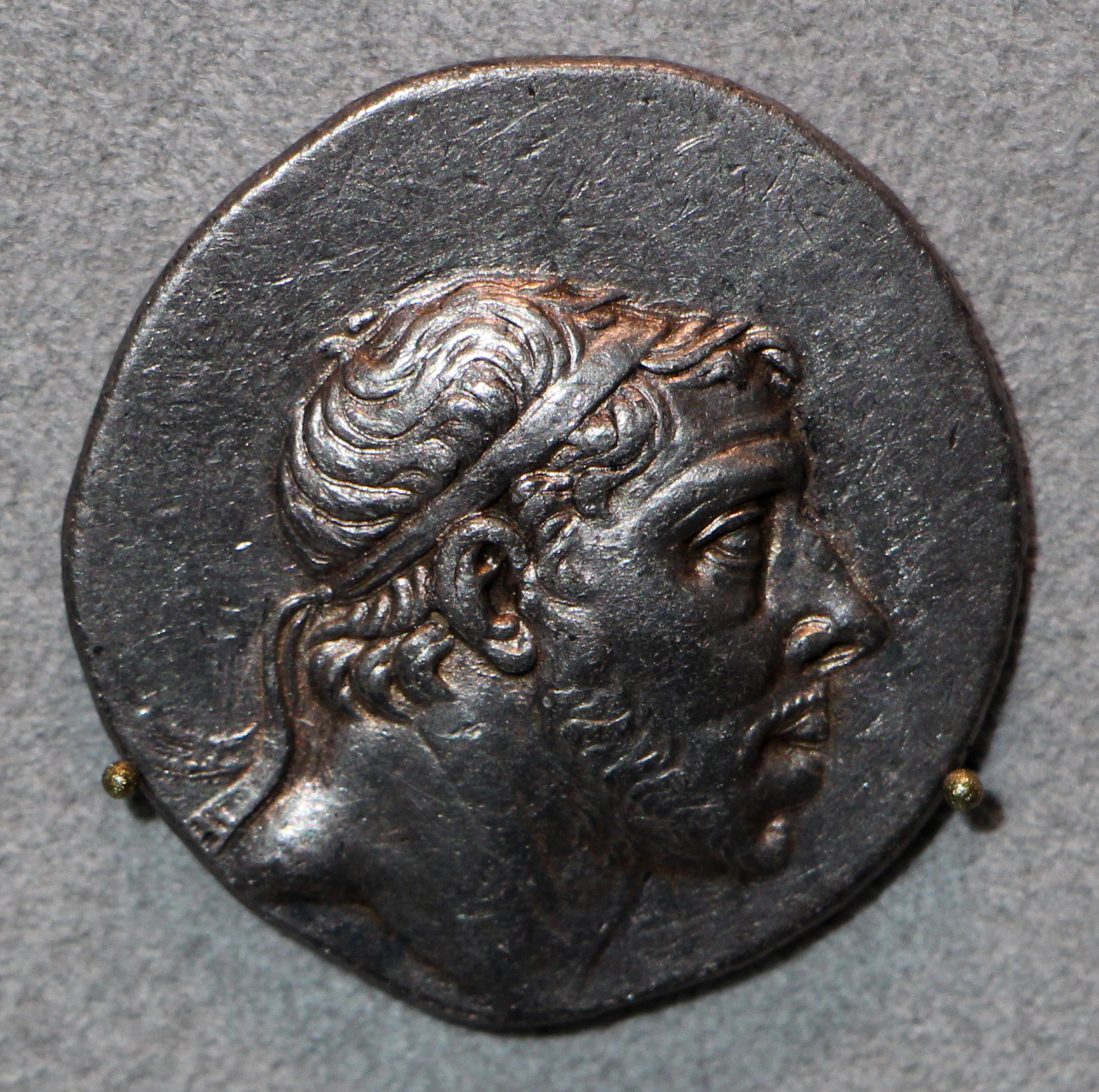
Фарнак I 190 до н.э.—159 до н.э. Царь Понта
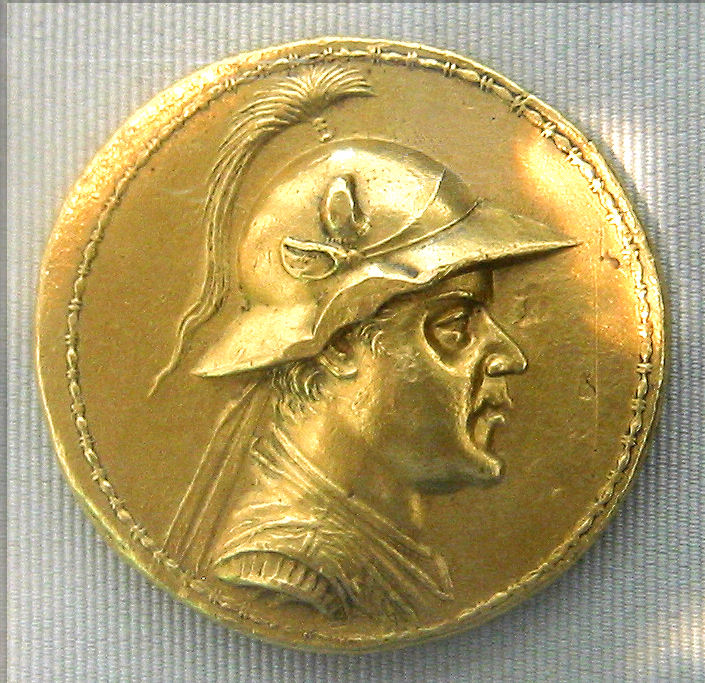
Эвкратид I 171 до н.э.—145 до н.э. Греко-бактрийский царь
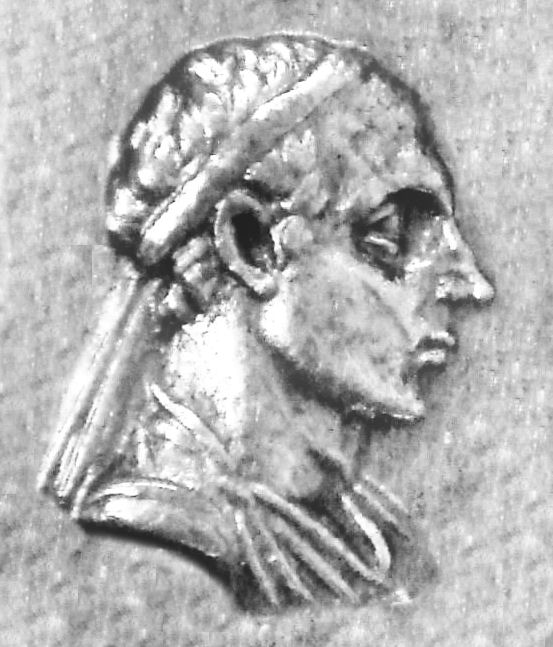
Менандр I 165 до н.э.—130 до н.э. Индо-греческий царь
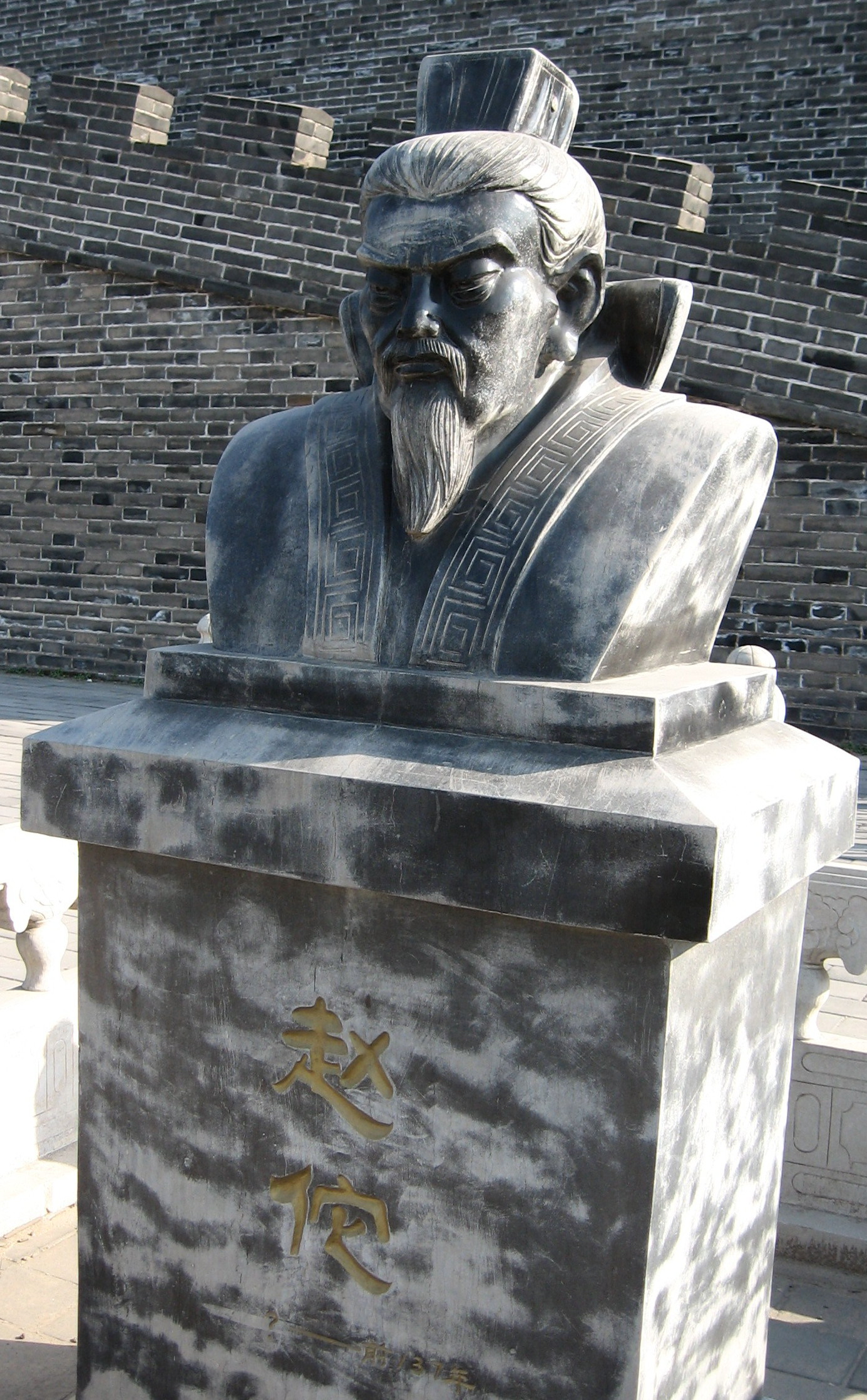
Чьеу Ву-де 207 до н.э.—137 до н.э. Император Намвьета
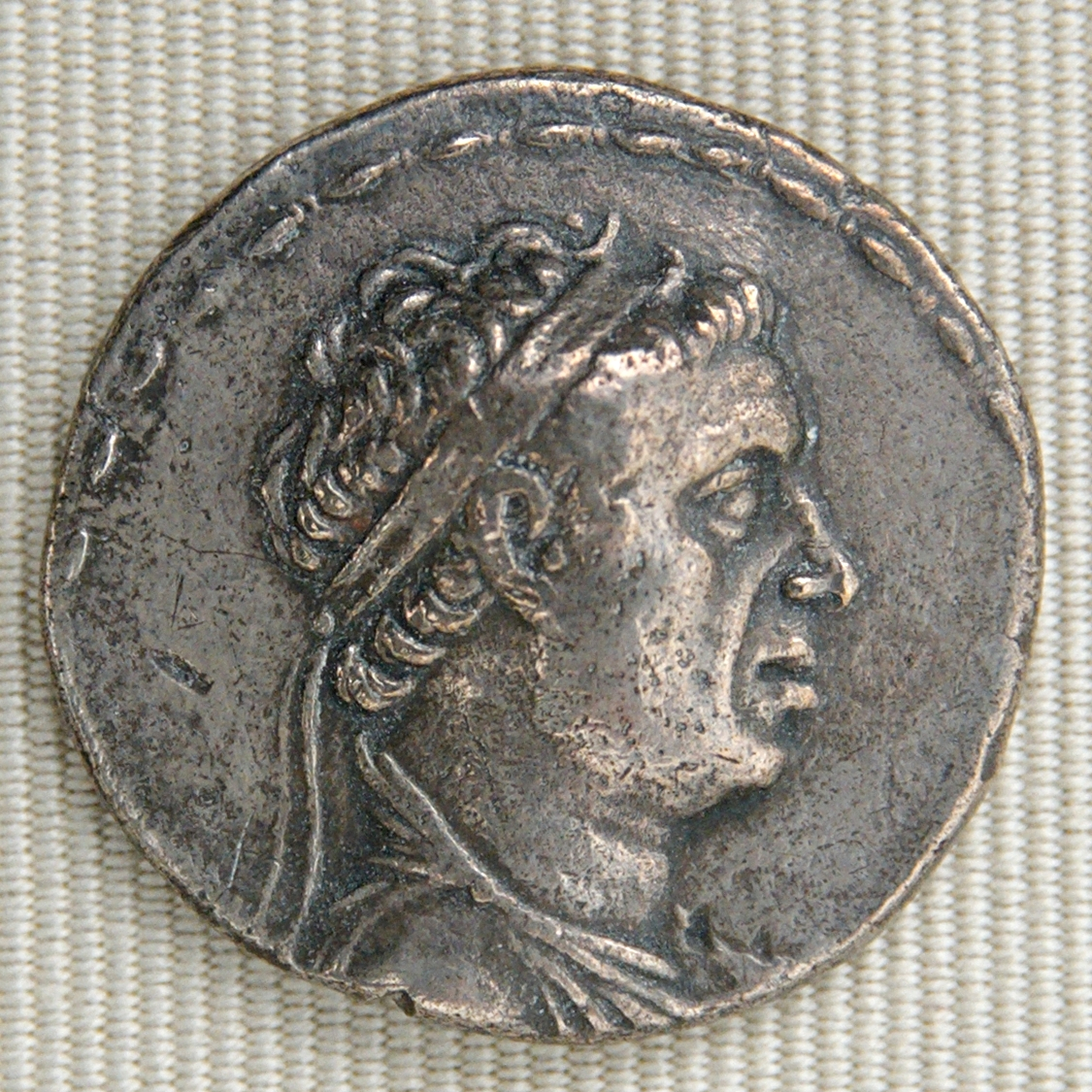
Ариарат IV 220 до н.э.—163 до н.э. Царь Каппадокии
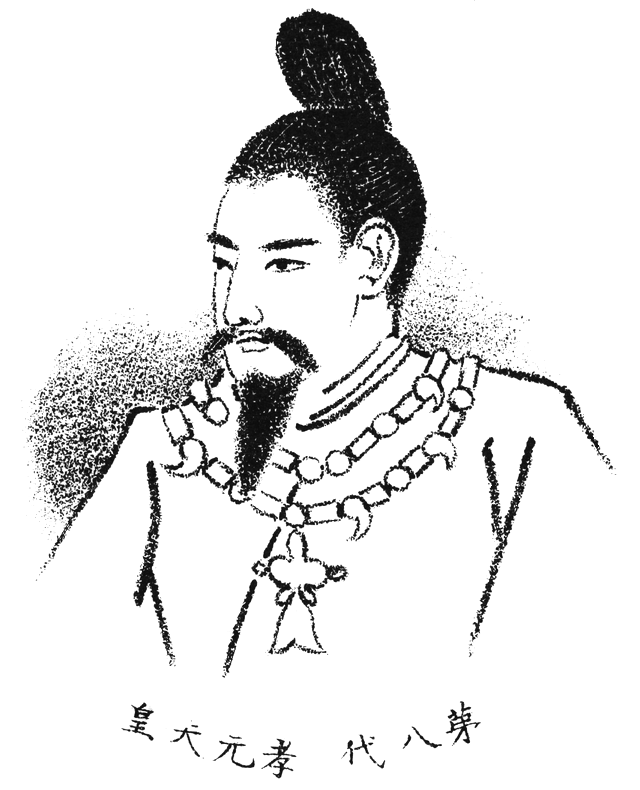
Когэн 214 до н.э.—158 до н.э. Император Японии